# Comuna de Rozdrażew
Rozdrażew (polaco: Gmina Rozdrażew) é uma gminy (comuna) na Polónia, na voivodia de Grande Polónia e no condado de Krotoszyński. A sede do condado é a cidade de Rozdrażew.
De acordo com os censos de 2004, a comuna tem 5164 habitantes, com uma densidade 65 hab/km².

## Área
Estende-se por uma área de 79,47 km², incluindo:
- área agricola: 92%
- área florestal: 0%

## Demografia
Dados de 30 de Junho 2004:
|                      | Total   | Total | Mulheres | Mulheres | Homens  | Homens |
| -------------------- | ------- | ----- | -------- | -------- | ------- | ------ |
|                      | pessoas | %     | pessoas  | %        | pessoas | %      |
| População            | 5164    | 100   | 2600     | 50,3     | 2564    | 49,7   |
| Densidade (pop./km²) | 65      | 100   | 32,7     | 32,7     | 32,3    | 32,3   |

De acordo com dados de 2002, o rendimento médio per capita ascendia a 1256,94 zł.

## Subdivisões
- Budy, Chwałki, Dąbrowa, Dzielice, Grębów, Henryków, Maciejew, Nowa Wieś, Rozdrażew, Trzemeszno, Wolenice, Wyki.

## Comunas vizinhas
- Dobrzyca, Koźmin Wielkopolski, Krotoszyn